# Solarkraftwerk Cerro Dominador
Das Solarkraftwerk Cerro Dominador befindet sich auf dem Gebiet der Kommune María Elena in der Región de Antofagasta im Norden Chiles. Auf dem Gelände wird ein Solarturmkraftwerk mit einer Leistung von 110 MW mit einem Solarpark mit Photovoltaikmodulen mit 100 MWp kombiniert. Das Kraftwerk wurde im Juni 2021 eingeweiht.

## Lage
Das Kraftwerk liegt in der Atacama-Wüste, rund 50 km südlich von María Elena, zu dem es administrativ gehört, und 24 km nordwestlich des Nachbarorts Sierra Gorda.

## Daten und Eigenschaften
Der Turm des Solarturmkraftwerks ist 243 m hoch und damit der zweithöchste Turm Chiles. Das Kraftwerk besitzt 10.600 Heliostaten. Die erhitzten Salze können die im Turm erzeugte Wärme für bis zu 17,5 Stunden speichern. Der Betreiber erhielt 2018 den Zuschlag für eine Lieferung von 950 GWh Elektrizität pro Jahr.

## Bau
Der Bau begann im Jahr 2014 und wurde vom spanischen Unternehmen Abengoa durchgeführt. Ab 2017 wurde die Photovoltaikanlage schrittweise in Betrieb genommen. Im April 2021 wurde die Solarthermieanlage mit dem Stromnetz verbunden und am 9. Juni desselben Jahres offiziell eingeweiht.